# فاگن
فاگن (به آلمانی: Faggen) یک منطقهٔ مسکونی در اتریش است که در ناحیه لاندک واقع شده‌است. فاگن ۳٫۶۳ کیلومتر مربع مساحت دارد ۹۰۰ متر بالاتر از سطح دریا واقع شده‌است.